# 秋山愛生舘
株式会社秋山愛生舘（あきやまあいせいかん）は、「愛生館」の36処方薬を北海道地区で独占販売する企業として設立。「医薬品」製造・「医薬品」「衛生材料」の卸・小売を中心とする日本の企業であった。現在はスズケンである。地盤の北海道ではシェアの30%を超えるトップ企業であった。

## 概要
北海道札幌市東区北6条東3丁目1
- 「愛生館」は、1888年（明治21年）、高松保郎が、東京で創業。
- 明治政府は西洋医学を推進した為に、薬代が高騰し一般庶民が医師の診療を受けられなくなった。高松保郎は「弘道愛民主義」を掲げ売薬業を開業。
- 高松保郎は、創業理念に「療病のために必要な諸般の薬剤を製造して発売し、山間へき地にいたるまで、薬餌を得ることができないために夭折したり、長病を患うことのないようにする」とした。
- 「愛生館」に設立当初から関わったのが、初代秋山康之進であった。
- 初代社長秋山康之助は、千葉県幕張武石にて佐倉藩典医・芝田元達の次男として誕生し、明治16年秋山新八の嗣子となった。
- 「愛生館」千葉県販売特約店の「雷鳴堂」（代表者・川口新之丞）に雇用され京都・大阪の代理店の責任者として販売拡大を図る。若くして実績と信頼を高め、26歳のときに台湾の台北駐在を依頼されたが、これを断り北海道支部の開設を任された。
- 1891年（明治24年）、愛生館北海道支部は札幌市南1条西6丁目に開設、康之進はその支部長に就任、しかし、開設まもなく館長の高松保郎が、56歳で他界し北海道支部は閉鎖することになり、康之進は東京へ引き揚げることになったが、近隣の人びとの懇願によって札幌にとどまることを決意し、独立自営して秋山愛生舘を創業。
- 「愛生館」の処方薬を販売していたので「秋山愛生舘」としたが、館と舘を変えて社名としている
- 創業当時の主力商品は、各種疾病に対して自己治療ができる「愛生館製剤36方」と乳幼児の妙薬「活児」、その後一般卸売業を始め、道内全域に一気に販路を拡大した。この時の拡大戦略で経営に一時いきずまるが、自社開発商品を北海道地区では自社が販売、その他の地区は、大阪藤沢薬品工業が販売し莫大な利益を得て窮地を脱する。
- 1923年（大正12年）、関東大震災の際北海道庁は救護班を東京へ派遣した。この時、康之進は「倉庫の鍵をお渡しいたしますから、何なりとお持ちください」と言って倉庫が空になるまで物資を提供した為、病院に納品する薬品が底をつく、それまでは東京の医薬品製造業者との取引だけを行っていた。主力取引企業の東京田辺製薬が震災で壊滅状態になっていた為、大阪の製造業者との取引が急務となった。その際大阪の田辺製薬と大量の医薬品供給契約を締結しすぐさま小樽港に大量の医薬品が届けられた。この事が、自社での医薬品製造業を始めるきっかけとなった。
- 薬業卸に三女傑ありといわれた一人が秋山愛生舘 の秋山テツであった（下関市の土谷イシ（土谷薬品）・広島市の寺西貞香（寺西薬品））。
- スズケンが、武田商品の取り扱いを狙って合併したが、秋山愛生舘による武田商品の販売地域は北海道に限定されており、武田は他の医薬品卸業者（ほくやく）による武田販売を強化していった。結果的には北海道における武田商品の販売シェアも従来の秋山愛生舘の時に比べて格段に低下している。

## 沿革
- 1891年11月 - 秋山愛生舘創業
- 1932年5月 - 「ネオ肝精」発売
- 1936年3月 -  札幌市南1条西5丁目に「卸部」「小売部」新築移転
- 1938年5月 - 「デルモライツ」発売
- 1938年5月 - 「ロントナール」発売
- 1948年10月 - 医薬品製造部門を廃止
- 1948年10月22日 - 資本金500万円で「株式会社秋山愛生舘」設立
- 1956年 - 「ウロコ会」（武田薬品）「三共会」（三共）「チョコラ会」（エーザイ）に加盟
- 1961年5月-「富士会連合会」（藤沢薬品）に加盟
- 1961年10月-札幌市中央区南1条西5丁目に新築移転
- 1962年9月-「滝川営業所」開設
- 1963年7月-「谷薬品」（小樽市）の営業権を譲受し「秋山愛生舘・小樽支店」として発足
- 1963年6月-東京都に「大鵬薬品工業株式会社」（大塚製薬と全国の主要卸業者が出資して設立された企業である）設立。北海道地区独占販売契約を締結。大鵬薬品は1県1社代理店制度を採用する
- 1964年6月-「関谷大学堂」の営業権を譲受し「秋山愛生舘・帯広営業所」として発足
- 1963年6月-「MSC」（田辺製薬）結成により加盟
- 1964年6月-三共SPS制度に加盟
- 1964年8月-「苫小牧営業所」開設
- 1964年10月-「中外会」（中外製薬）結成により加盟
- 1964年-「スミス・クライン・アンド・フレンチ社」より「コンタック6000」北海道地区独占販売締結
- 1965年4月-「一やく艸木会」（第一製薬）結成により加盟
- 1965年10月-「旭川営業所」「釧路営業所」開設
- 1965年10月-「ウロコ会」から名称変更した「タケダ会」（武田薬品）結成により加盟
- 1965年10月-「ロート会」（ロート製薬）結成により加盟
- 1965年10月-「マルピー会」（大日本製薬）結成により加盟
- 1965年10月-「SES会」（参天製薬）結成により加盟
- 1965年10月-「富士連合会」から名称変更した「フジサワ会」（藤沢薬品）結成により加盟
- 1966年2月-「山之内会」（山之内製薬）結成により加盟
- 1966年4月-三共SCR制度に加盟
- 1966年4月-「エーザイ薬粧会・チョコラ会」（エーザイ）結成により加盟
- 1968年8月-「函館営業所」開設
- 1969年-　「シェル化学」の殺虫剤「パポナ」の北海道地区独占販売締結
- 1969年7月-「室蘭営業所」開設
- 1970年8月-「北見営業所」開設
- 1972年8月-「株式会社ドウヤク」の営業権を譲受
- 1976年10月-札幌市東区北6条東3丁目に本社移転
- 1977年7月-医薬品卸業情報処理専門会社「TSS北海道」を「ホシ伊藤」と共に設立
- 1978年9月-「北広島営業所」開設と同時に全支店・営業所をコンピュータでオンライン化
- 1980年10月-「札幌北営業所」開設
- 1983年4月-「旭川営業所」から「旭川支店」に変更
- 1985年5月-全支店・営業所の商品管理を一元管理する「物流センター」を札幌市の郊外広島町に設立
- 1985年 ATACS（秋山愛生舘総合情報システム）を稼動
- 1986年1月-「札幌薬粧営業所」開設
- 1987年9月-「札幌西営業所」開設
- 1987年11月-「札幌豊平営業所」開設
- 1988年7月-「道北営業所」開設
- 1989年11月-「岡島商店」の営業権を譲受「秋山愛生舘・札幌厚別営業所」として発足
- 1989年11月-全道の量販店への直納を図る為に札幌市東区に「物流第二センター」開設
- 1991年-「メディカル山形薬品」（旧・一の山形薬業株式会社）と業務提携
- 1992年11月25日 - 札幌証券取引所に上場
- 1994年-愛知県の「スズケン」と業務提携
- 1994年-「スズケン」との業務提携により「メディカル山形薬品」との業務提携解除
- 1996年2月 - 東京証券取引所第二部に上場
- 1997年- 岩手県の「スズケン岩手」に資本参加
- 1997年-「大学堂」に動物薬品の商品供給開始
- 1997年 - 一般用医薬品」のみを扱う「仙台営業所」開設
- 1998年4月-スズケンと合併（合併比率　スズケン1株:秋山愛生舘0.32株）

## 営業所
- 北海道：札幌市・小樽市・旭川市・函館市・北広島市・名寄市・滝川市・苫小牧市・帯広市・釧路市・室蘭市・北見市・岩見沢市
- 宮城県:仙台市

## 関連企業
- 秋山物流サービス
- エクセルメディカルサービス
- プライメックス
- オータムヒルズインターナショナルカンパニー（アメリカ・マサチューセッツ州に現地法人として設立）